# كونغ فو باندا 4
كونغ فو باندا 4 (بالإنجليزية: Kung Fu Panda 4)‏ هو فيلم رسوم متحركة أمريكي كوميدي للفنون القتالية من إنتاج شركة دريم ووركس أنيميشن، وهو الجزء الرابع من سلسلة أفلام كونغ فو باندا.